# 安城市立今池小学校
安城市立今池小学校（あんじょうしりついまいけしょうがっこう）は、愛知県安城市今池町にある公立小学校。

## 沿革
マンションの建設等によって安城市立作野小学校の児童数が増加したことで、1986年（昭和61年）に作野小学校より分離独立して安城市立今池小学校が開校した。

## 教育目標
- 「明るく素直で、思いやりのある子」
- 「自ら考え、自ら学ぶ子」
- 「進んで体をきたえる子」

## 学校行事
- 4月 - 入学式、1学期始業式
- 5月 - 運動会
- 6月 -学校保健委員会
- 7月 -
- 8月 -夏季休業
- 9月 -2学期始業式
- 10月 - 遠足、修学旅行（6年）
- 11月 -
- 12月 - 校内長距離走大会
- 1月 - 3学期始業式、書初め大会
- 2月 -子ども学ぼう会（旧こどもまつり）感謝の会
- 3月 - 6年生を送る会、卒業証書授与式
- 毎年夏頃- 自然教室（5年）

## 学区
- 安城市
  - 今池町
  - 住吉三丁目